# Focke-Achgelis

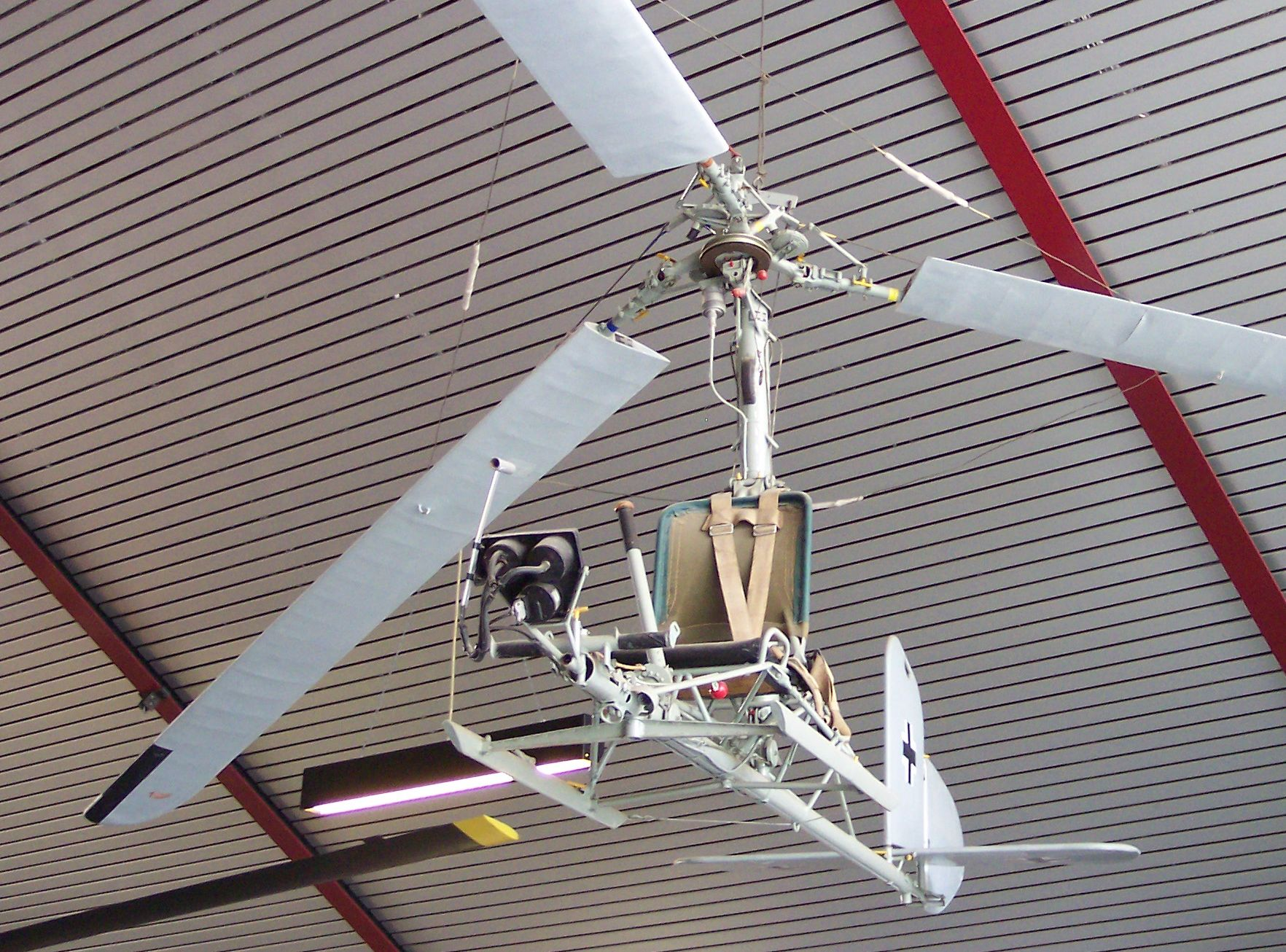
FA 330

Focke-Achgelis byl německý výrobce vrtulníků založený v roce 1937 Henrichem Fockem a Gerdem Achgelisem.
První plně ovladatelný vrtulník (oproti vírníku) byl Focke-Wulf Fw 61 veřejně představený Hannou Reitschovou v roce 1936 v Berlíně.
V roce 1937 akcionáři společnosti Focke-Wulf přinutili Heinricha Fockeho opustit společnost, kterou spoluzakládal a tak Focke založil společně s Gerdem Achgelisem novou společnost, která se specializovala na produkci vrtulníků.

## Výrobky
- Focke-Achgelis Fa 223 Drache (Drak), transportní vrtulník
- Focke-Achgelis Fa 266 Hornisse (Sršeň) (prototyp)
- Focke-Achgelis Fa 269, konvertoplán (projekt)
- Focke-Achgelis Fa 330 Bachstelze bezmotorový vírník (vyrobeno zhruba 200 kusů)
- Focke-Achgelis Fa 336 průzkumný vrtulník (prototyp), 1944